# Anno luce
L'anno luce (ly o al) è un'unità di misura della lunghezza, definita come la distanza percorsa dalla radiazione elettromagnetica (luce) nel vuoto nell'intervallo di un anno.
Esso è comunemente utilizzato in astronomia per esprimere le distanze con (e fra) oggetti celesti posti al di fuori dal Sistema solare, cioè per distanze su scala interstellare. Un'altra unità dello stesso ordine di grandezza spesso utilizzata dagli astronomi è il parsec, che corrisponde a circa 3,26 anni luce.
La definizione di anno luce data dall'UAI Unione astronomica internazionale è: "La distanza che un fotone percorre nello spazio vuoto in assenza di campo gravitazionale o magnetico in un anno giuliano". L'anno giuliano ha una durata di 365,25 giorni, mediamente di 86 400 secondi ciascuno (invero di qualche millesimo di secondo più lunghi), pari in totale a 31 557 600 secondi.
Poiché la velocità della luce nel vuoto (c) è pari a 299 792 458 metri al secondo (m/s), un anno luce corrisponde esattamente a 9460730472580,8 km, cioè:
{\displaystyle 299\,792\,458\ \mathrm {m/s} \cdot 365{,}25\ \mathrm {d} \cdot 86\,400\ \mathrm {s/d} \approx 9{,}461\cdot 10^{15}\ \mathrm {m} }
vale a dire circa 9 461 miliardi di chilometri o circa 63 241 volte la distanza media fra la Terra e il Sole (nota come unità astronomica). L'anno luce è quindi una distanza enorme su scala umana.
Altre unità di misura delle lunghezze accomunate con l'anno luce sono il minuto luce, il secondo luce, e così via; esse sono ottenute considerando la distanza percorsa dalla luce in una certa unità di tempo (vedi gli esempi).

Tempo impiegato dalla luce a coprire la distanza dalla Terra alla Luna

Al contrario, va rimarcato che l'anno luce non è un'unità di misura del tempo (né tanto meno della "quantità" di luce), per quanto sia corretto dire che l'osservazione diretta di un corpo celeste distante un certo numero di anni luce ci mostra quel corpo celeste come era lo stesso numero di anni fa e non nel momento della sua osservazione.

## Sottomultipli
Dall'anno luce è possibile definire sottomultipli. Nello specifico questi sono il mese luce, la settimana luce, il giorno luce, l'ora luce, il minuto luce e il secondo luce. Sono unità di misura poco utilizzate, però è possibile vedere alcune distanze espresse in questa unità; ad esempio la distanza Terra-Luna è pari a circa 1,282 secondi luce e la distanza Terra-Sole è pari a circa 8 minuti luce.
Dopo 40 anni di volo interstellare, la sonda Voyager 1 ha raggiunto la distanza di 20 ore luce dalla Terra.

## Esempi

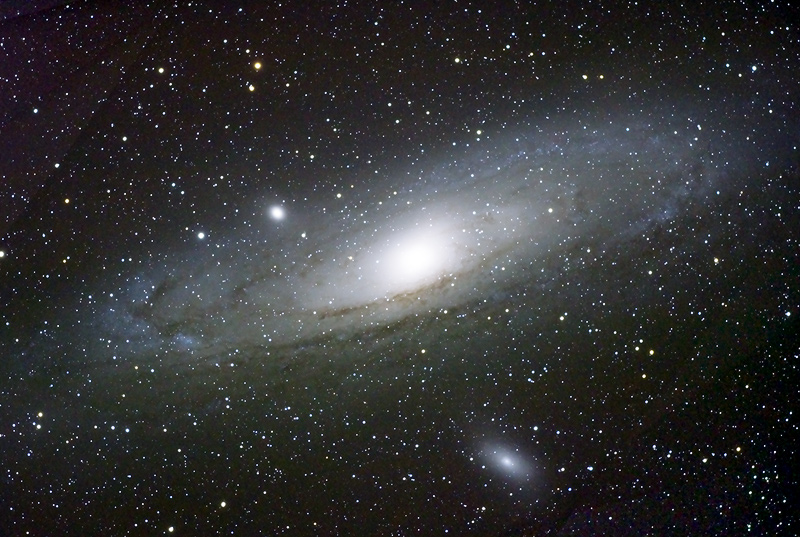
La Galassia di Andromeda (M31)

- La luce impiega circa 1,28 s per coprire la distanza che separa la Terra dalla Luna.
- In una scala in cui la Terra avesse un diametro di 1 cm, un anno luce corrisponderebbe a una distanza di 7423,80 km.
- La luce impiega circa 8,33 minuti (8 minuti e 20 secondi) per viaggiare dal Sole alla Terra.
- Un'ora luce corrisponde a circa 1,08 miliardi di chilometri (circa la distanza tra il Sole e Saturno).
- Plutone è a circa 39 au dalla Terra, il che significa che è a circa 5,4 ore luce (5 h 24 min) dalla Terra.
- La stella più vicina alla Terra (escluso il Sole), Proxima Centauri, dista 4,23 anni luce dalla Terra.
- Il disco della nostra galassia, la Via Lattea, ha un diametro di circa 100 000 anni luce.
- La galassia più vicina di grandi dimensioni[5], la galassia di Andromeda, si trova a una distanza di 2,5 milioni di anni luce.
- Il Gruppo Locale ha un diametro di circa 10 milioni di anni luce.
- Il quasar più vicino alla Terra (3C 273) si trova a circa 3 miliardi di anni luce.
- Alla velocità di circa 61000 km/h la sonda Voyager I lanciata nel 1977, percorrerà la distanza di 1 anno luce in circa 17 700 anni.
- Poiché si calcola che il Big Bang sia avvenuto circa 13 820 000 000 anni fa, l'Universo osservabile, supposto sferico, se non fosse in espansione avrebbe un raggio al massimo di circa 13 820 000 000 anni luce.
- Evidenze osservative riguardanti alcuni ammassi di galassie, tuttavia, mostrano valori delle distanze più grandi, superiori a 4,6×1010 anni luce. Questo risultato è tuttavia spiegabile a causa dell'espansione dell'universo.
- Un anno luce (tropico) corrisponde precisamente a 9454254955488 km.